# Kåtatjärnen (Arvidsjaurs socken, Lappland, 727638-161440)
Kåtatjärnen är en sjö i Arvidsjaurs kommun i Lappland och ingår i Skellefteälvens huvudavrinningsområde.